# Rosenbergite
La rosenbergite è un minerale.